# Лисимахия
Лисимахия (греч. Λυσιμαχία) — озеро в Западной Греции, ном Этолия и Акарнания.
Площадь зеркала — 13,1 км², размеры озера — 17 км на 2 км, глубина достигает 9 м. Севернее Лисимахии расположены горы, к востоку расположено озеро Трихонис, к югу — Озерос. Относится к бассейну реки Ахелоос.
Озеро расположено западнее Агриниона, в одном из самых слабозаселённых мест страны. Однако после постройки моста Рио-Антирио рядом с озером проходит крупная автомагистраль, часть Европейского маршрута E55.